# Токусима Вортис
«Токусима Вортис» (яп. 徳島ヴォルティス Токусима Ворутису, англ. Tokushima Vortis) — японский футбольный клуб из города Токусима, в настоящий момент выступает в первом дивизионе Джей-лиги.
Клуб был основан в 1955 году, в качестве футбольной команды фармацевтической компании Otsuka Pharmaceutical. В 2003 и 2004 годах «Токусима Вортис» два года подряд побеждал в Японской футбольной лиге, после чего в 2005 году клуб вошёл в профессиональную футбольную Джей-лигу, и по сей день играет в её втором дивизионе, преимущественно занимая места в середине турнирной таблицы. Лучшим результатом клуба во втором дивизионе Джей-лиги, является 1-е место в 2020 году. Домашние матчи команда проводит на стадионе «Наруто Атлетик», вмещающем 20 000 зрителей, и располагающемся в городе Наруто. Название команды «Вортис» происходит от итальянского слова «вортис», что в переводе означает «водоворот», команда названа так в честь знаменитых водоворотов Наруто.

## Достижения
- Победитель Джей-лиги 2 (1): 2020
- Победитель Японской футбольной лиги (2): 2003, 2004
- Победитель Лиги Сикоку (4): 1978, 1979, 1981, 1989